# Polycyrtus lovejoyi
Polycyrtus lovejoyi là một loài tò vò trong họ Ichneumonidae.